# キリスト教ベジタリアニズム
キリスト教ベジタリアニズム（）は、菜食主義を通して、イエス・キリストや12人の使徒、原始教会による博愛主義的な教えを、全ての生物にまで広げる、といった理念に基づいたキリスト教の思想の一つ。

## 概要
菜食主義は、ユダヤ人やキリスト教グノーシス体系の間ではポピュラーな思想であった。最初のキリスト教コミュニティの一つであるエビオン派は、菜食主義者だったと考えられている。ユダヤ人キリスト教徒やカタリ派などの様なグノーシス派の一部は、歴史を通して菜食主義に固執した。
セブンスデー・アドベンチスト教会は、レビ記では、菜食主義を奨励し、豚肉の節制を当然のものとして、甲殻類や他の食品も「汚れている」ものとして排斥されるべきである、とされていると主張している。
全ての東方諸教会と正教会、東方典礼カトリック教会の修道士は、1年中肉を断ち、大部分は同様に乳製品と魚介類も断つ。平信徒は、一般的にユダがキリストを裏切るよう手配したとされている水曜日と、イエスが磔に処されたとされている金曜日には、大斎や生神女就寝祭などの年間の断食期間と同様に、動物性の食物を絶つ。断食は、環境や動物の権利の保護の為のものではなく、浄化と貞節の回復を目的としたものとみなされている。信者達は、正教会への服従と禁欲の実行を通じて、自我や欲情、罪を犯そうとする意識を、心から追い出そうとしている。
カトリック教会の修道院の中でも、カルトジオ会やシトー会もまた、修道士は完全な菜食を貫き、平信徒は金曜日と復活祭に先立って四旬節の時期を通して、肉を絶つ様に促されている。カルメル会や聖アルバートの原則に追随する修道士達は、菜食主義を貫いているが、老人や病人は、生命の原則に従って、例外的に肉食を許されている。
一部のカリスマ運動家達は、生菜食主義が最初の人間とされているアダムとイブによる初の食物であり、エデンの園の様なパラダイスに永久に帰るのならば、その時はそれらに類似した食物に回帰しなければならないと信じている。
一部のキリスト教コミュニティによる、四旬節の間等に行われている部分的な断食は、一時的に肉と乳製品を絶つ（魚介類は許されている）など、菜食主義と似ている。他の菜食主義との基本的な違いは、四旬節が精神的な響きを持ち、環境や動物の権利は理念の中に含まれていない事が挙げられる。また、四旬節の間に肉と酪農製品を断つ事は、永久的なものではなく、一時的な目的とし、時期が終わるまでのみ続けられる。